# Вукановец
Вукановец је насељено место у саставу општине Горњи Михаљевец у Међимурској жупанији, Хрватска. До територијалне реорганизације у Хрватској налазио се у саставу старе општине Чаковец.

## Становништво
На попису становништва 2011. године, Вукановец је имао 249 становника.

## Попис1991.
На попису становништва 1991. године, насељено место Вукановец је имало 286 становника, следећег националног састава:
| Попис 1991.‍ | Попис 1991.‍ | Попис 1991.‍ | Попис 1991.‍ | Попис 1991.‍ |
| ----------- | ----------- | ----------- | ----------- | ----------- |
|             |             |             |             |             |
| Хрвати      | Хрвати      |             | 281         | 98,25%      |
| Словенци    | Словенци    |             | 5           | 1,74%       |
| укупно: 286 |             |             |             |             |